# Rio Pro
O Rio Pro, ou VIVO Rio Pro, por questões de patrocínio, é um evento do WSL Circuito Mundial Masculino de Surfe e WSL Feminino, organizado pela Liga Mundial de Surfe (WSL), sendo disputado anualmente em meados de junho. Esse evento acontecia em geral na Praia do Pepê, Rio de Janeiro, e a partir de 2017 passou a ser realizado na Praia de Itaúna, na cidade de Saquarema, Rio de Janeiro, e é disputado atualmente por 36 surfistas, valendo 10,000 pontos no ranking ao seu campeão.

## Rio Pro 2022
Ocorreu de 23 a 30 de junho e pela primeira vez na história quatro brasileiros fizeram uma semifinal de etapa do Circuito Mundial Masculino de Surfe. Com os confrontos nas semifinais entre: Samuel Pupo versus Ítalo Ferreira e Filipe Toledo versus Yago Dora, final: Filipe Toledo versus Samuel Pupo, com Filipe Toledo campeão, no feminino Carissa Moore do Havaí foi a vencedora.

## Cancelamentos
No início da década de 2020, em virtude do avanço da pandemia de COVID-19 no mundo, a WSL, por medidas de segurança, decidiu pelo cancelamento das edições de 2020 e de 2021, que seriam disputadas em Saquarema.

## Vila dos Patrocinadores
É um espaço montado na Praia de Itaúna, onde os patrocinadores promovem experiências interativas para o público, como simuladores de surfe, tirolesas, bares, espaços de convivência, shows, palestras e locais para descanso, além de ativações de marca. O acesso ao local é gratuito, e ele fica disponível durante todos os dias da janela de competição.
No local, os visitantes também podem interagir com o Saquá, mascote oficial do evento.

## Campeões
| Campeões |                        |      |        |                   |      |        |
| Ano      | Campeão                | País | Pontos | 2º posto          | País | Pontos |
| 2000     | Kalani Robb            | HAW  | —      | Taj Burrow        | AUS  | —      |
| 2001     | Trent Munro            | AUS  | —      | Mark Occhilupo    | AUS  | —      |
| 2011     | Adriano De Souza       | BRA  | 15.63  | Taj Burrow        | AUS  | 12.17  |
| 2012     | John John Florence     | HAW  | 16.37  | Joel Parkinson    | AUS  | 11.44  |
| 2013     | Jordy Smith            | ZAF  | 17.80  | Adriano De Souza  | BRA  | 16.34  |
| 2014     | Michel Bourez          | PYF  | 13.84  | Kolohe Andino     | USA  | 10.83  |
| 2015     | Filipe Toledo          | BRA  | 19.87  | Bede Durbidge     | AUS  | 14.70  |
| 2016     | John John Florence (2) | HAW  | 18.97  | Jack Freestone    | AUS  | 16.13  |
| 2017     | Adriano de Souza       | BRA  | 17.63  | Adrian Buchan     | AUS  | 17.23  |
| 2018     | Filipe Toledo (2)      | BRA  | 17.10  | Wade Carmichael   | AUS  | 8.00   |
| 2019     | Filipe Toledo (3)      | BRA  | 18.04  | Jordy Smith       | ZAF  | 8.43   |
| 2022     | Filipe Toledo (4)      | BRA  | 18.67  | Samuel Pupo       | BRA  | 10.73  |
| 2023     | Yago Dora              | BRA  | 14.83  | Ethan Ewing       | AUS  | 10.83  |
| 2024     | Ítalo Ferreira         | BRA  | 13.67  | Yago Dora         | BRA  | 10.60  |
| 2025     | Cole Houshmand         | USA  | 16.90  | Griffin Colapinto | USA  | 14.40  |

### Feminino
| Ano  | Vencedora             | País | Pontos | 2º posto          | País | Pontos |
| ---- | --------------------- | ---- | ------ | ----------------- | ---- | ------ |
| 2011 | Carissa Moore         | HAW  | 14.87  | Sally Fitzgibbons | AUS  | 13.80  |
| 2012 | Sally Fitzgibbons     | AUS  | 14.10  | Coco Ho           | HAW  | 14.03  |
| 2013 | Tyler Wright          | AUS  | 17.80  | Sally Fitzgibbons | AUS  | 15.67  |
| 2014 | Sally Fitzgibbons (2) | AUS  | 16.27  | Carissa Moore     | HAW  | 14.67  |
| 2015 | Courtney Conlogue     | USA  | 14.50  | Bianca Buitendag  | ZAF  | 11.10  |
| 2016 | Tyler Wright (2)      | AUS  | 13.10  | Sally Fitzgibbons | AUS  | 10.34  |
| 2017 | Tyler Wright (3)      | AUS  | 17.17  | Johanne Defay     | FRA  | 13.20  |
| 2018 | Stephanie Gilmore     | AUS  | 11.53  | Lakey Peterson    | USA  | 8.00   |
| 2019 | Sally Fitzgibbons (3) | AUS  | 14.64  | Carissa Moore     | HAW  | 12.57  |
| 2022 | Carissa Moore (2)     | HAW  | 15.43  | Johanne Defay     | FRA  | 12.33  |
| 2023 | Caitlin Simmers       | USA  | 14.66  | Tyler Wright      | AUS  | 9.80   |
| 2024 | Caitlin Simmers (2)   | USA  | 15.50  | Sawyer Lindblad   | USA  | 3.26   |
| 2025 | Molly Picklum         | AUS  | 15.00  | Luana Silva       | BRA  | 9.23   |